# Grouville
Grouville – okręg (parish) na wyspie Jersey, jednej z Wysp Normandzkich. Parish Grouville leży w zachodniej części wyspy.